# Szigeti Jenő (festő)
Szigeti Jenő, született Schönfeld Jenő (Budapest, 1881. január 30. – 1944.) festőművész.

## Életútja
Schönfeld Mór (1847–1920) sapkakészítő és Ullmann Franciska (1850–1905) fiaként született izraelita családban. 1899-től Münchenben Hollósy Simon magániskolájában tanult, később pedig Nagybányán képezte magát mesterével. A Műcsarnok 1906-iki tárlatán állított ki először két tanulmányt. 1919-ben elnyerte a Nemzeti Szalon ezüstérmét egyik képével. 1919. augusztus 3-án Budapesten, a Terézvárosban feleségül vette a nála 13 évvel fiatalabb Berger Terézt, Berger Antal és Wollák Etel lányát. 1928-tól 1930-ig Németországban, Párizsban és Amerikában tett tanulmányutat, majd miután hazatért, több évig volt az Országos Izraelita Tanítóképző rajztanára. Nagy István barátja hatására több pasztellképet készített ekkortájt, amelyeken falusi utcák, népi életképek láthatóak. 1944. november 16-án elhurcolták a nyilasok, s egy német koncentrációs táborba került, ahonnan már nem tért haza.